# Дереш, Любомир Андреевич
Любоми́р (Лю́бко) Андреевич Де́реш (укр. Лю́бко Де́реш, 3 июля 1984, Львов, Украинская ССР, СССР) — украинский писатель.

## Биография
Закончил Львовский физико-математический лицей и экономический факультет Львовского университета.

## Публикации
Первая публикация — роман «Культ» в журнале «Четвер» (2002). Впоследствии вышли романы «Поклоніння ящірці» («Поклонение ящерице», 2002; написан раньше «Культа», но вышел позже), «Архе» («Архэ», 2005), «Намір!» («Намерение!», 2006), «Трохи пітьми» («Немного тьмы», 2007; русский перевод, 2009).
Произведения переведены на несколько европейских языков, в том числе немецкий, польский, итальянский, сербский. Роман «Культ» был представлен на Лейпцигской книжной ярмарке 2005 года.
Участник выставок современного искусства «Пурификация», Киев, Дом художника, кураторы группа «Хазария» (2004), а также «Апокалипсис и Возрождение в Шоколадном доме», Киев, Шоколадный дом, куратор Константин Дорошенко (2012).
С ноября 2007 года планировал возглавить русскоязычный журнал «Кофе с молоком», рассчитанный на распространение в железнодорожных поездах, но в первом номере журнала был указан другой главный редактор.

## Произведения
- Культ (2001)
- Поклонение ящерице (2004)
- Архе (2002)
- Тереза и парабола
- Намір! (2006)
- Немного тьмы (2007)
- Голова Якова (2011)
- Остання любов Асури Махараджа (2013)
- Спустошення (2017)
- Там, де вітер (2021)

## Рецензии
- МИРУ — НАМІР!
- Недитячі НАМІРи Любка Дереша
- «Хоч в писок дай!» — спроба порівняльного аналізу кількох сучасних українських книжок
- Культивованість «Культу». Рецензія на книгу Любка Дереша